# Maarten Vlasselaer
Maarteb Vlasselaer, né le 26 août 1989 à Louvain, est un coureur cycliste belge.

## Palmarès sur route
- 2010
  - Champion du Brabant flamand du contre-la-montre espoirs
- 2011
  - 2e du championnat de Belgique du contre-la-montre espoirs
- 2012
  - Champion du Brabant flamand du contre-la-montre
- 2015
  - Champion du Brabant flamand du contre-la-montre par équipes

## Palmarès sur piste

### Championnats de Belgique
- 2008
  - 3e de la poursuite par équipes
- 2009
  - 3e de la poursuite
- 2010
  - 2e de l'américaine
  - 2e de la poursuite par équipes